# Ein Krimi aus Passau
Ein Krimi aus Passau (Arbeitstitel: Der Passau-Krimi) ist eine deutsche Fernsehfilmreihe, die seit 2020 von Hager Moss Film GmbH in Zusammenarbeit mit der ARD produziert wird. Die Dreharbeiten finden vorwiegend in der Stadt Passau und Umgebung statt. Die Hauptrollen spielen Marie Leuenberger und Michael Ostrowski.

## Handlung
Eine Polizistin aus Berlin beginnt mit ihrer Adoptivtochter unter neuer Identität und vom Zeugenschutz betreut ein neues Leben in Passau. Die Polizistin war bis vor kurzem Gruppenleiterin im Mobilen Einsatzkommando (MEK) und nennt sich nun Frederike Bader, ihre Adoptivtochter Mia Bader. Frederike arbeitet nunmehr als Qualitätsprüferin in einer Präzisionsschmiede, Mia als Verkäuferin in der Konditorei von Roswitha Hertel, mit deren Sohn Franz sie befreundet ist. Im Zeugenschutzprogramm werden sie von Jochen Mohn betreut.
In Passau treffen Frederike und Mia auf den österreichischen Privatdetektiv Ferdinand Zankl, dem es gelingt, Frederikes wahre Identität zu recherchieren. Um Frederike und Mia zu schützen, tötet er im Kampf den Auftragsmörder Ahmed Bahdari, der hinter den Baders her war. Dessen Leiche vergräbt er zunächst im Bayerischen Wald, später versenken Frederike und Ferdinand diese gemeinsam im Fluss, nachdem an der Grabstelle Archäologen vom Bayerischen Landesamt für Denkmalpflege nach Überresten eines römischen Legionärs suchten.
In weiterer Folge engagiert Privatdetektiv Zankl Frederike Bader zur Unterstützung bei seinen Fällen und Recherchen. Außerdem kommt der Schneider Adil Bahdari auf der Suche nach seinem Sohn Ahmed von Berlin nach Passau, wo er Privatdetektiv Ferdinand Zankl mit der Suche beauftragt. Mia Bader absolviert bei der Passauer Presse ein Praktikum und betreibt im Zuge dessen investigative Recherchen in der Passauer Drogenszene, bei der sie sich selbst in Gefahr bringt.

## Folgen
| Folge | Titel                               | Regie          | Drehbuch                         | Erstausstrahlung DE | Erstausstrahlung AT | Zuschauer DE          |
| ----- | ----------------------------------- | -------------- | -------------------------------- | ------------------- | ------------------- | --------------------- |
| 1     | Freund oder Feind                   | Maurice Hübner | Michael Vershinin                | 1. Okt. 2020        | 27. Dez. 2020       | 5,60 Mio. (19,5 % MA) |
| 2     | Die Donau ist tief                  | Maurice Hübner | Michael Vershinin                | 8. Okt. 2020        | 4. Jan. 2021        | 5,66 Mio. (19,4 % MA) |
| 3     | Zu jung zu sterben                  | Andreas Herzog | Michael Vershinin                | 31. März 2022       | 7. Juli 2022        | 6,54 Mio. (22,4 % MA) |
| 4     | Der Fluss ist sein Grab             | Andreas Herzog | Michael Vershinin                | 7. Apr. 2022        | 14. Juli 2022       | 5,71 Mio. (19,4 % MA) |
| 5     | Zeit zu beten                       | Johanna Moder  | Michael Vershinin                | 25. Jan. 2024       | 30. März 2024       | 5,84 Mio. (22,5 %)    |
| 6     | Gier nach Gold                      | Felix Karolus  | Michael Vershinin                | 1. Feb. 2024        | 13. Apr. 2024       | 5,53 Mio. (20,7 %)    |
| 7     | Der Rote Wolf                       | Jan Fehse      | Michael Vershinin                | –                   | –                   | –                     |
| 8     | Niemand stirbt gern allein          | Jan Fehse      | Michael Vershinin                | –                   | –                   | –                     |
| 9     | Bis auf den Knochen (AT: Charivari) | Jan Fehse      | Robert Hummel, Michael Vershinin | –                   | –                   | –                     |

Die Dreharbeiten zur dritten und vierten Folge begannen am 26. Mai 2021 und dauerten bis zum 24. Juli 2021.

Die Dreharbeiten zur fünften Folge begannen am 10. März 2022. Die sechste Folge wurde zwischen 23. Februar und 23. März 2023 abgedreht.

## Rezeption
Rainer Tittelbach von tittelbach.tv befand über die ersten beiden Folgen, dass das Funktionsprinzip einfach sei, die Dramaturgie dennoch komplex, und die nicht nach Schema F besetzten Charaktere seien auch moralisch höchst ambivalent. Die ersten beiden Episoden hielten über die gesamten neunzig Minuten ihre Spannung, was auch an der filmischen Erzählweise liege. Mit Worten erklärt werde wenig, stattdessen lasse die Politik der Blicke den Zuschauer die Geschichte verstehen. Die winterliche Landschaft sorge darüber hinaus für etwas Nordic-Noir-Atmosphäre.

## Auszeichnungen und Nominierungen
- Romyverleihung 2023: Nominierung in der Kategorie Beliebtester Schauspieler Serie/Reihe (Michael Ostrowski)[15]